# YBCニュースプラス1
『YBCニュースプラス1』（ワイビーシー ニュースプラスワン）は山形放送テレビで1988年4月4日から2006年3月31日にかけて放送されていたニュース番組。

## 放送概要
月曜から金曜は『YBCニュースプラス1』として18時17分から19時まで（『ヤン坊マー坊天気予報』(提供:ヤンマー)を内包）、土曜日は『YBCニュースプラス1・サタデー』として18時18分から18時26分までの放送であった。1993年3月当時『あすの予定』BGM・エンディングは1992年9月まで日本テレビが使用していたテーマ曲を使用していた。

## キャスター

### 平日
- 秋山裕靖
- 金本美紀（月・木・金担当）
- 長澤紗希子（火・水担当）
- 佐伯敏光（「YBCスポーツ」コーナー担当）
- （天気予報は金本・長澤両アナ以外のYBC女性アナが日替わりで担当）

### 土曜・日曜
- （シフト勤務）

### 過去
- 安藤勲（当時アナウンサー。メインキャスター）
- 斉藤修（当時アナウンサー。メインキャスター）
- 舘野順子（当時アナウンサー。サブキャスター）
- 今野さえ子（当時アナウンサー。サブキャスター）
- 江橋摩美（当時アナウンサー。サブキャスター）
- 藤村怪子（当時アナウンサー。サブキャスター）
- 斎藤桃子（当時アナウンサー。サブキャスター）
- 小川香織（現在もアナウンサー。サブキャスター休暇代行のときのみ）
- 大関秀司（天気予報担当。日本気象協会山形支部所属の気象予報士）
- 菊地睦（きくち・のぼる）（天気予報担当。同じく日本気象協会山形支部所属の気象予報士）

| YBCテレビ（NNN） 平日夕方のYBCニュース（1988.4 - 2006.3） | YBCテレビ（NNN） 平日夕方のYBCニュース（1988.4 - 2006.3） | YBCテレビ（NNN） 平日夕方のYBCニュース（1988.4 - 2006.3） |
| 前番組                                                    | 番組名                                                    | 次番組                                                    |
| --------------------------------------------------------- | --------------------------------------------------------- | --------------------------------------------------------- |
| YBCきょうのニュース （1984.4 - 1988.3）                   | YBCきょうのニュース・プラス1 ↓ YBCニュースプラス1         | YBC Newsリアルタイム                                      |